# Zwartkoren
Zwartkoren (Melampyrum) is een geslacht uit de bremraapfamilie (Orobanchaceae). De botanische naam Melampyrum is afgeleid van het Oudgriekse μέλας, melas = zwart en πυρός, puros = tarwe/graan. De achtergrond is dat de wilde weit, dat veel in graanakkers voorkwam, zaden voortbrengt die lastig van het graan te scheiden zijn. De droge zaden zijn zwart. Wanneer ze meegemalen worden en in het meel geraken krijgt het ervan bereide brood zwartige vlekken en een slechte smaak. De Nederlandse naam Zwartkoren is een letterlijke vertaling van Melampyrum.
De planten in dit geslacht zijn halfparasieten. De onderste bladen zijn gaafrandig, de bovenste hebben vaak enkele grotere tanden, vooral tegen de bladvoet. De kelken hebben vier tanden. De kroonbuis heeft geen spoor of uitzakking aan de voet. De bloem heeft vier meeldraden. De hokken van de doosvrucht bevatten een of twee zaden.
De habitat bestaat uit droge, zanderige plaatsen, vaak in of bij naaldbossen. De soorten komen van nature voor in Europa, maar een aantal komen ook in Noord-Amerika voor.

## Taxonomie
Een aantal soorten in dit geslacht zijn:
- hengel (Melampyrum pratense)
- wilde weit (Melampyrum arvense)

Buiten Vlaanderen en Nederland komen onder meer voor:
- kamzwartkoren (Melampyrum cristatum)
- boszwartkoren (Melampyrum sylvaticum)
- Melampyrum lineare groeit op Vaccinium stamineum en mogelijk op Weymouthden (Pinus strobus).
- paarse hengel (Melampyrum nemorosum) (Zweeds soldaatje)[2], lila tot paarse topbladen, gele bloemen. Het geel kan bij oudere bloemen rood worden. Het verspreidingsgebied loopt van Scandinavië en Centraal-Europa tot de Oeral.

## Ecologie
Planten in dit geslacht zijn waardplant voor Eupithecia plumbeolata, Melitaea diamina, Melitaea didyma occidentalis, Mellicta athalia (bosparelmoervlinder), Mellicta aurelia, Mellicta parthenoides, Anania fuscalis, Phytomyza rostrata,, Proclossiana eunomia en Schrankia costaestrigalis
... · 
Bartsia · 
Castilleja · 
Euphrasia (Ogentroost) · 
Lathraea (Schubwortel) · 
Melampyrum (Zwartkoren) · 
Odontites (Helmogentroost) · 
Orobanche (Bremraap) · 
Pedicularis (Kartelblad) · 
Parentucellia · 
Rhinanthus (Ratelaar) · 
...